# Carl Arnold (1824–1867)
Carl Anton Heinrich Arnold, född 8 juni 1824 i Berlin, död 9 augusti 1867, var en svensk kammarmusiker, son till Carl Arnold (1794-1873).
Arnold, var violoncellist i Hovkapellet 1851-1866 och lärare vid Musikaliska Akademien 1857-1867. Han invaldes som ledamot nr. 356 av Kungliga Musikaliska Akademien den 30 november 1857.

## Biografi
Carl Arnold föddes 8 juni 1824 i Berlin. Han var son till pianisten och kompositören Carl Arnold. Arnold var elev hos Max Bohrer. Han anställdes den 1 juli 1851 som cellist vid Kungliga hovkapellet i Stockholm. Arnold medverkade inte åren 1857–1858. Han började 1857 arbeta som lärare vid Musikaliska Akademien.